# Rudolf Wolf (Eishockeyspieler)
Rudolf Wolf (* 6. Oktober 1971 in Ostrava, Tschechoslowakei) ist ein ehemaliger deutsch-tschechischer Eishockeyspieler. 

## Karriere
Rudolf Wolf begann seine Eishockeykarriere in Tschechien beim HC Vítkovice, wo er in der Spielzeit 1990/91 sein Debüt in der 1. Liga der Tschechoslowakei gab. Er spielte bis Mitte 1996 für Vitkovice, nur mit einem Jahr Unterbrechung, das er beim HC Olomouc verbrachte. Danach wechselte er in die zweitklassige 1. Liga zu HC Havířov und später zum HC Prostějov. Zur Spielzeit 1998/99 kehrte er noch einmal nach Olomouc zurück, allerdings nur mit mäßigem Erfolg. Daher wechselte er ein Jahr später nach Deutschland zum ERSC Amberg, der damals in der Oberliga Süd spielte. 
2001 heuerte Wolf bei den Grizzlies aus Wolfsburg an und verbrachte dort drei erfolgreiche Jahre, die mit der Bundesligameisterschaft und dem Aufstieg in die DEL ihre Krönung fanden. Allerdings spielte er bei der Kaderplanung für die DEL keine Rolle, so dass er zu den Freiburger Wölfen wechselte, wo er zwei Jahre blieb.  
Zur Saison 2006/07 wechselte Wolf zu den Dresdner Eislöwen. Hier bildete er mit Jörg Wartenberg das dritte Verteidigerpaar.
Im Sommer 2007 wechselte Wolf nach Polen in die 2. Liga zum JKH GKS Jastrzębie. Gleich im ersten Jahr schaffte er mit seinem neuen Verein den Aufstieg in die Ekstraliga.
Nach der Saison 2009/10 beendete Wolf seine aktive Karriere.

## Erfolge und Auszeichnungen
- Bundesligameister mit dem EHC Wolfsburg 2004

## Karrierestatistik
(Legende zur Spielerstatistik: Sp oder GP = absolvierte Spiele; T oder G = erzielte Tore; V oder A = erzielte Assists; Pkt oder Pts = erzielte Scorerpunkte; SM oder PIM = erhaltene Strafminuten; +/− = Plus/Minus-Bilanz; PP = erzielte Überzahltore; SH = erzielte Unterzahltore; GW = erzielte Siegtore; 1 Play-downs/Relegation; Kursiv: Statistik nicht vollständig)